# Nightmare (banda francesa)
Nightmare es una banda francesa de power metal, de Grenoble. La banda fue influenciada por la nueva ola del fenómeno del heavy metal británico que se desarrolló en el Reino Unido en la década de 1980 y comenzó su carrera tocando heavy metal clásico, que luego cambió a power metal con influencias de death metal y thrash metal.

## Biografía

### Carrera temprana
Nightmare se formó en 1979 y se hicieron conocidos cuando abrieron para Def Leppard en el Alpexpo de Grenoble en 1983, frente a una audiencia de más de 4000 personas. Firmaron para el sello Ebony Records, que publicó el álbum Waiting for the Twilight . El LP entró en las listas de éxitos de Japón y fue distribuido en Grecia por Virgin Records . Nightmare reemplazó al cantante Christophe Houpert con Jean-Marie Boix para grabar su segundo álbum Power of the Universe . Poco después, la banda finalizó su asociación con Ebony Records y el álbum fue reeditado en Francia por Dream Records. Su nuevo sello pronto estuvo sujeto a dificultades financieras, lo que retrasó el lanzamiento de un LP en el que la banda estaba trabajando. Además, Jean-Marie Boix se vio obligado a dejar la banda por problemas de salud. Fue reemplazado por el cantante escocés Tom Jackson (ex- Praying Mantis ), esperando que sus cualidades vocales y su dominio del idioma inglés pudieran ayudar al éxito de Nightmare on the other side of the Channel. Esta encarnación de Nightmare produjo una demo con dos canciones e hizo algunos shows en Francia e Inglaterra, con un éxito moderado. Sin embargo, la disensión entre los músicos sobre la dirección musical de la banda, cuya música se desviaba hacia AOR, llevó a la disolución de la banda en 1987, cerrando durante más de una década la carrera de Nightmare.

### Reestructuración
Nightmare renació en 1999 con una formación revisada. Jo Amore, ex baterista, tomó el puesto de cantante y dejó las baquetas a su hermano menor, David. La banda firmó un contrato con Adipocere Records y lanzó el miniálbum Astral Deliverance, grabado en homenaje a Jean-Marie Boix fallecido unos meses antes. Además, los viejos álbumes fueron reeditados por Brennus Records. Nightmare lanzó también el álbum doble en vivo Live Deliverance, grabado en el concierto de reunión celebrado el 30 de octubre de 1999 en el Summum de Grenoble. Fue el primer álbum doble en vivo jamás realizado por una banda de metal francesa. En 2000, Nightmare actuó en el festival de Artefactos de Estrasburgo y en el prestigioso Festival Wacken Open Air .A finales de año, Nightmare formalizó su colaboración con Napalm Records y en junio de 2001 comenzaron a grabar el álbum Cosmovision en Soundsuite Studio, cambiando su música a power metal melódico. El álbum fue producido por Terje Refnes, conocido por su trabajo con Theatre of Tragedy, Enslaved, Carpathian Forest y otros.
El famoso guitarrista francés Patrick Rondat hizo una aparición especial en la primera canción "Spirit of the Sunset". La banda luego partió para una breve gira con Saxon en Francia e Italia y abrió en Grenoble para Grave Digger, quienes tocaron en esta ocasión su primer concierto en Francia. Al final de la gira, Alex Hilbert reemplazó a la guitarra a Jean Stripolli, quien dejó la banda junto con el teclista Stephane Rabilloud. Al año siguiente, Nightmare voló a los Estados Unidos para participar en el Metal Meltdown Festival, que incluía en el roster a Manowar y Saxon . De vuelta en Europa, abrieron para Blind Guardian en las fechas de Lyon y París y se presentaron en varios festivales, incluido nuevamente el Wacken Open Air.
En 2003, Nightmare volvió a Soundsuite Studio para grabar el álbum conceptual Silent Room y comenzó el año 2004 con una gira europea (Francia, España y Bélgica), teloneando a After Forever y Dark Moor, que les llevó a festivales como el Rotunda Festival y Raismes Fest . Tiempo después, Nightmare puso fin amistosamente a su colaboración con Napalm Records . A finales de año, Nicolas De Dominicis, miembro histórico de Nightmare, dejó la banda y fue reemplazado por el guitarrista Franck Milleliri. Se firmó un contrato con Regain Records para el álbum The Dominion Gate, grabado nuevamente en Soundsuite Studio con Terje Refnes. Siguió una larga gira en 2006, teloneando a After Forever, como en la anterior. La banda visitó Francia, España, Reino Unido, Bélgica, Holanda e Italia. El grupo también realizó un espectáculo en Tel Aviv . Nightmare estuvo presente en muchos festivales de verano, incluido el Hellfest, donde Alex Hilbert no pudo tocar y fue sustituido en la guitarra por JC Jess. En agosto de 2008, Alex Hilbert decidió dejar el grupo por "razones personales" después de 6 años de servicio. Fue reemplazado permanentemente por JC Jess.
En septiembre de 2009, Nightmare lanzó su séptimo álbum, Insurrection, con AFM Records. Este álbum, más pesado y directo que sus predecesores, le valió al grupo muchas buenas críticas por parte de la prensa y los fans. El 31 de octubre de 2009, la banda realizó un concierto por su 30 aniversario en el Edmond Vigne Hall de Grenoble, donde se originó el grupo. El concierto fue filmado para un DVD lanzado en 2011. El grupo participó en la edición 2010 del Wacken Open Air Festival y realizó una gira por Sudamérica el mismo año.
En julio de 2015, Jo y David Amore decidieron dejar Nightmare y "detener cualquier colaboración con Yves Campion".
El 30 de agosto de 2022 en su página de Facebook, Nightmare anunció la partida de la cantante Madie, quien fue la vocalista de su álbum de 2020 Aeternam. En octubre de 2022, anunciaron a su nueva vocalista Barbara Mogore.

## Discografía

### Álbumes de estudio
- Esperando el crepúsculo (1984)
- El poder del universo (1985)
- Cosmovisión (2001)
- Habitación silenciosa (2003)
- La puerta del dominio (2005)
- Trastorno genético (2007)
- Insurrección (2009)
- La carga de Dios (2012)
- Las secuelas (2014)
- Sol muerto (2016)
- Aeternam (2020)

### EPs
- Liberación astral (1999)
- Némesis divina (2020)

### Álbumes en vivo
- Liberación en vivo (2000)
- Una noche de insurrección (2011)

## Integrantes actuales
- Bárbara Mogore - voz
- Franck Milleliri - guitarras
- Matt Asselbergs - guitarras
- Yves Campion - bajo
- Niels Quiais - batería